# セネガル占領
セネガル占領（セネガルせんりょう、英語: Capture of Senegal）は七年戦争中の1758年、イギリスによるフランスの通商破壊の一環として行われた戦闘。セネガルでは、イギリスの小規模な遠征でサン＝ルイとゴレ島が占領され、フランスの艦艇と装備が奪われた。1758年末までに、セネガル海岸全体がイギリスの初代セネガル総督リチャード・ウォージ（英: Richard Worge）中佐の支配下に置かれた。

## 背景
侵攻の計画は西アフリカを訪れたアメリカの商人トマス・カミングによって立てられ、イギリスによる侵攻の可能性を詳しく考慮した。計画はイギリス海軍の勢力が増し、フランス海軍の力が弱ってきた中に実行される予定で、ヘンリー・マーシュ大佐率いるイギリス艦隊がイングランドを出発して西アフリカの海岸のセネガル川へ向かい、フランス領のサン＝ルイ港を占領するつもりだった。カミングは現地のアフリカ人勢力と同盟を結びフランスを攻撃する計画も立てた。
セネガルのフランス入植地は戦略的価値が小さかったが、奴隷貿易の拠点と自然ゴムの産地としてフランスに欠かせない存在であった。このため、遠征の目的は主にフランスの貿易を妨害することで経済に打撃を与えることであり、フランスの資金源を断つことで継戦能力を奪うという南部担当国務大臣のウィリアム・ピットの戦略にも合致した。

## 遠征

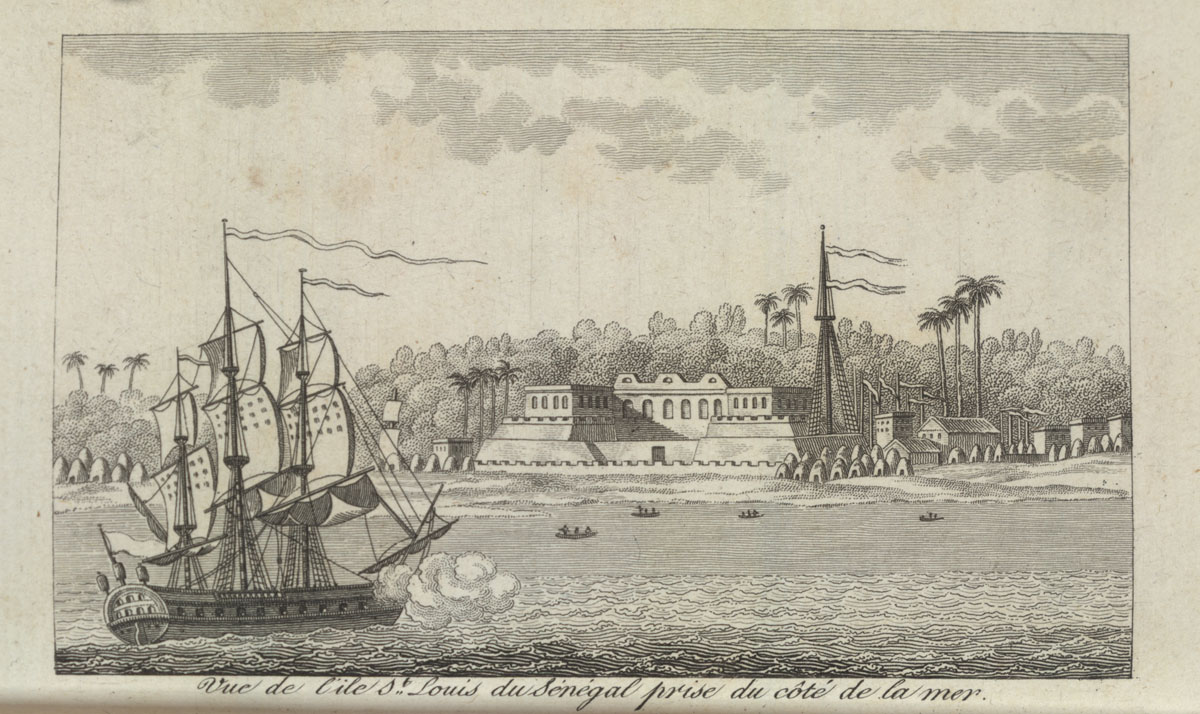
サン＝ルイの集落、1780年

戦艦2隻と兵士200人が遠征に関わった。遠征軍は1758年初にプリマスを発ち、テネリフェ島で補給した後4月にアフリカ西海岸に着いた。カミングは上陸して現地人の支持を得て陸上から要塞を封鎖した。
マーシュが自軍を上陸させると、イギリス軍が突如攻めてきたことに驚いたフランス人たちは5月1日にあっけなく降伏、商人たちはイギリスに忠誠を誓った。イギリスは1人も失わずに町と要塞を占領した。
カミングの艦隊は数十万ポンドに上る戦利品を載せて帰還、ピットはイギリス海軍が易々とサン＝ルイを占領したことに大喜びし、艦隊が持ち帰ってきた大量の天然ゴムにも感服した。この天然ゴムを得たことでイギリスの織物業者は原材料を安く仕入れることができた。
この遠征が大成功を収めたことでピットは同年に遠征軍を2度も送り出し、それぞれゴレ島の占領とガンビアの占領という結果をもたらした。ピットはさらなる遠征をしようとしたが首相のニューカッスル公爵がブリテン諸島から軍を引き上げすぎてはイギリスが侵攻に弱くなるとして反対し、頓挫した。

## その後
ヌーベルフランス、フランス領アンティル、スペイン領東インドへの攻撃、そしてセネガルの占領はイギリス海軍が世界中を往けることと、ヨーロッパ諸国の覇権を争う戦争が世界中に飛び火することを証明した。このため、七年戦争を初めての「世界大戦」とする歴史家もいる。
西アフリカの植民地の帰属は1763年のパリ条約の交渉で争点となった。イギリスはゴレ島の返還に前向きだったが、セネガル本土を保持したかった。結局イギリスは交渉に成功してサン＝ルイとセネガル本土を保持した。
イギリスは西アフリカで勢力を拡大しようとし、セネガルをその第一歩とした。さらにチャールズ・オハラ率いるアフリカ部隊を編成してセネガルを保護しようとした。
フランスはこの貴重な植民地を失ったことを悔やみ、何度も奪い返そうと試みた。1764年、フランスがゴレ島からセネガル海岸を攻撃したことはイギリス内閣を激怒させた。アメリカ独立戦争中の1779年、フランス軍はサン＝ルイに上陸、占領して、1783年のパリ条約でセネガルを奪回した。しかし、その後もフランス支配は19世紀中期までまばらであった。